# Gymnotocinclus anosteos
Gymnotocinclus anosteos és una espècie de peix de la família dels loricàrids i de l'ordre dels siluriformes. Poden assolir fins a 4,4 cm de longitud total. És un peix d'aigua dolça i de clima tropical.,Es troba alBrasil al Sud-amèrica.